# شهرستان نوبل (ایندیانا)
شهرستان نوبل، ایندیانا (به انگلیسی: Noble County, Indiana) شهرستانی در ایالات متحده آمریکا است که در ایالت ایندیانا واقع شده‌است.